# Visselgärdsmyg
Visselgärdsmyg (Cyphorhinus dichrous) är en fågelart i familjen gärdsmygar inom ordningen tättingar.

## Utbredning och systematik
Fågeln förekommer i centrala och västra Anderna från centrala Colombia till norra Peru. Den kategoriserades tidigare som underart till Cyphorhinus thoracicus.

## Status
Den kategoriseras av IUCN som livskraftig.